# 維塔利·莫夫昌
维塔利·阿纳托利約维奇·莫夫昌（羅馬化：Vitalii Anatoliiovych Movchan；1998年3月17日—2022年2月24日），乌克兰中士，隶属于乌克兰陆军第39防空导弹团。在2022年俄罗斯入侵乌克兰首日指挥所属的防空导弹部队击落俄罗斯一架苏-30战斗机和一架无人机，并说出了“目标已被摧毁”这句象征反抗的话。当天当地时间6点，他在盧甘斯克州特廖希茲本卡附近哨所遭Mi-24雌鹿直升機攻击阵亡，死后被乌克兰总统弗拉基米尔·泽连斯基追授“乌克兰英雄”荣誉称号。